# Honnou no Doubt
Singles de Faylan
Last vision for last
(2010) Shumatsu no Fractale
(2011)
Honnou no Doubt est le 9e single de Faylan sorti sous le label Lantis le 24 novembre 2010 au Japon. Il atteint la 66e place à l'Oricon. Il se vend à 1 920 exemplaires la première semaine et reste classé pendant 2 semaines, pour un total de 2 393 exemplaires vendus.
Honnou no Doubt a été utilisé comme thème de fermeture pour l'anime Tantei Opera Milky Holmes. Honnou no Doubt se trouve sur l'album Alive.

## Liste des titres
Les paroles ont été écrites par Kodama Saori, et par Faylan pour la 2e chanson.
| 1. | Honnou no Doubt (本能のDoubt)                           | Nakayama Masato (Elements Garden) | 4:14 |
| 2. | Hontou no Ai wo Motomete (本当の愛を求めて)             | Nakayama Masato (Elements Garden) | 5:32 |
| 3. | Honnou no Doubt (off vocal) (本能のDoubt)               | Nakayama Masato (Elements Garden) | 4:13 |
| 4. | Hontou no Ai wo Motomete (off vocal) (本当の愛を求めて) | Nakayama Masato (Elements Garden) | 5:29 |